# Un cuplu ciudat (film)
Un cuplu ciudat (titlu original: The Odd Couple) este un film american de comedie din 1968 regizat de Gene Saks. Rolurile principale au fost interpretate de actorii Jack Lemmon și Walter Matthau. Scenariul este scris de Neil Simon și este bazat pe piesa sa de teatru omonimă din  1965. Serialul TV omonim  ABC din 1970 este bazat pe acest film. Filmul este continuat de Un cuplu ciudat II (1998, regia Howard Deutch).

## Prezentare
Felix s-a despărțit de soția sa și vrea să se sinucidă, dar este salvat la timp de prietenul său, Oscar. Pentru că nu are unde să se ducă, Felix este convins de Oscar să stea împreună, măcar o perioadă.

## Distribuție
- Jack Lemmon - Felix Ungar
- Walter Matthau - Oscar Madison
- Herb Edelman - Murray
- John Fiedler - Vinnie
- David Sheiner - Roy
- Larry Haines - Speed
- Monica Evans - Gwendolyn Pigeon
- Carole Shelley - Cecily Pigeon
- Billie Bird - Chambermaid
- Iris Adrian - Waitress
- Angelique Pettyjohn - Go-Go dancer
- Ted Beniades - Bartender
- Bill Baldwin - Sports announcer

## Producție
Cheltuielile de producție s-au ridicat la 1,2 milioane $.

## Lansare și primire
A avut încasări de 44,52 milioane $.